# Tateomys
Tateomys és un gènere de rosegadors de la família dels múrids. Està format per dues espècies que viuen a Sulawesi, ambdues classificades com a vulnerables per la Unió Internacional per la Conservació de la Natura. Són rosegadors de mitjanes dimensions, amb una llargada de cap a gropa de 137 a 156 mm, una cua de 152 a 175 mm i un pes de fins a 98 g.
El gènere Tateomys està format per les següents espècies:
- Tateomys macrocercus Musser, 1982
- Tateomys rhinogradoides Musser, 1969